# Interhome
Interhome SA est une société de location d'appartements et de maisons de vacances dont le siège se situe à Glattbrugg près de Zurich. Interhome est à 100% une filiale d’Hotelplan elle-même propriété du groupe Migros. 
La société compte environ 340 employés et a généré un chiffre d’affaires de 182,9 millions de francs suisses au cours de l’exercice 2013/2014.

## Histoire
La société est fondée à Londres en 1965 sous le nom de Swiss Chalets par Bruno Franzen et Werner Frey puis renommée Interhome à la suite d'une fusion intervenue en 1977. En 1989, la société est reprise par Hotelplan, filiale du groupe Migros.  
En 1984, la société lance son logo « l’oiseau migrateur » qui sert toujours d’identification même après le remaniement de l’identité visuelle en 2008. En 1995, elle utilise des campagnes publicitaires humoristiques et gentiment provocantes au détriment de personnalités pour accroître sa notoriété et insister sur la diversité de son offre (du simple appartement de vacances à la campagne à la maison de caractère en Toscane ou à la maison luxueuse sur la côte, en passant par le chalet dans les Alpes). Elle achète ainsi une page dans Le Figaro, avec l'effigie de la Reine d'Angleterre, Élisabeth II, puis quelques jours plus tard celle d'Édouard Balladur, alors premier ministre de la France, avec le texte suivant (pour Balladur par exemple, connu comme propriétaire à Chamonix) : « Pour les vacances, toujours le même chalet à Chamonix ? Quelle routine ! ». Suit le numéro de son service de réservation par téléphone. 
Dans les années 2000, la société fait connaître l'intérêt de ses services pour permettre à un particulier de rentabiliser une résidence secondaire, en lui en confiant la gestion,. Elle procède à des opérations de croissance externe : en 2006, notamment, elle acquiert Casa Club, France Villas et Solemar (des spécialistes des vacances), et en 2011 elle fait l'acquisition de la société allemande Inter Chalet.
Elle renforce également, progressivement, sa présence sur le web, en complément (ou remplacement) de ses catalogues papier. En 1998, la société est déjà présente sur Internet et les réservations en ligne sont possibles depuis 1999. En 2008, elle crée un autre site sous une marque spécifique, Vacando, dédié aux locations de vacances. En 2009, la part des réservations en ligne sur ses différents sites s’élève à 60 % environ. En 2012, elle signe un partenariat avec TripAdvisor,. 
La société est également présente sur le marché des locations via les comités d'entreprise, canal de vente qui représenterait 30 % de son activités.

### Articles de journaux
- « Un toit pour l'été », Le Monde,‎ 15 juillet 1989 (lire en ligne).
- Rédaction LM, « M. Balladur bénéficie d'une réclame involontaire », Le Monde,‎ 19 mars 1995 (lire en ligne).
- Rédaction LM, « Carnet du voyageur », Le Monde,‎ 26 janvier 2001 (lire en ligne).
- Isabelle Rey-Lefebvre, « Le prix des maisons de campagne augmente depuis 1997 », Le Monde,‎ 23 juin 2002 (lire en ligne).
- Solveig Emerard-Jammes, « Interhome compte élire domicile sur Internet », Le Journal du Net,‎ 25 octobre 2005 (lire en ligne).
- Rédaction A.L., « Interhome affiche un nouveau logo », Tourmag,‎ 21 mars 2008 (lire en ligne).
- Stéphanie Bazylak, « Une agence de la société suisse Interhome à Saint-Malo », Ouest-France,‎ 3 juillet 2014 (lire en ligne).
- « Enseignes et vitrines. Interhome : nouvelle agence à la gare », Le Télégramme,‎ 7 mai 2015 (lire en ligne).
- « Interhome attend un recul des réservations cet été », 24 heures,‎ 11 mai 2015 (lire en ligne).
- Michèle Sani, « Interhome France : le marché des CE représente 30% de l'activité », Tourmag,‎ 22 mai 2015 (lire en ligne).